# فصل ماهی سفید
فصل ماهی سفید فیلمی به کارگردانی قربان نجفی و به تهیه‌کنندگی آرش سجادی حسینی محصول سال ۱۳۹۸ است. محمدرضا فروتن، بازیگر این فیلم موفق به دریافت جایزه بهترین بازیگر مرد جشنواره بین‌المللی فیلم بمبئی شد.

## داستان فیلم
این فیلم مضمونی اجتماعی دارد و برداشتی از باغ آلبالو آنتوان چخوف است.

## بازیگران فیلم
- محمدرضا فروتن
- لادن مستوفی
- ژاله علو
- بیژن بنفشه‌خواه
- میلاد کی‌مرام
- شقایق دهقان
- بهزاد خداویسی
- المیرا دهقانی
- قربان نجفی
- رها خدایاری
- ناصر سجادی حسینی